# Cantonul Availles-Limouzine
Cantonul Availles-Limouzine este un canton din arondismentul Montmorillon, departamentul Vienne, regiunea Poitou-Charentes, Franța.

## Comune
| Comune             | Populație (1999) | Cod poștal | Cod INSEE |
| ------------------ | ---------------- | ---------- | --------- |
| Availles-Limouzine | 1 312            | 86460      | 86015     |
| Mauprévoir         | 652              | 86460      | 86152     |
| Pressac            | 523              | 86460      | 86200     |
| Saint-Martin-l'Ars | 409              | 86350      | 86234     |